# Scorpaenodes minor
Scorpaenodes minor és una espècie de peix pertanyent a la família dels escorpènids.

## Descripció
- Fa 5 cm de llargària màxima.
- Té espines verinoses.[3]

## Hàbitat
És un peix marí, associat als esculls de corall i de clima tropical (19°N-26°S) que viu fins als 18 m de fondària.

## Distribució geogràfica
Es troba des de l'Àfrica oriental fins a Samoa, les illes Australs i les illes Ryukyu.

## Observacions
És verinós per als humans.